# 三明广播电视台
三明广播电视台是中华人民共和国福建省三明市的市级广播电视台，于2015年12月30日由三明人民广播电台和三明电视台合并组建。

## 旗下频道

### 电视频道
三明电视台成立于1987年8月1日，1988年6月15日正式开播。

#### 现有频道
| 頻道名稱 | 语言   | 广播格式                         | 啟播時間     | 频道前身           | 備註                                             | 備註 |
| 综合频道 | 普通話 | 标清: 576i 16:9 高清: 1080i 16:9 | 1987年8月1日 | 三明电视台（主频） | 主频道，无线传输，以新聞、時事、專題類節目為主。 |      |

#### 停播频道
| 頻道名稱               | 语言   | 广播格式                         | 啟播時間 | 频道前身                                                 | 備註                                                                 | 備註 |
| 公共频道               | 普通話 | 标清: 576i 16:9 高清: 1080i 16:9 | 未知     | 三明电视有线台 三明电视台都市频道                        | 有线传输，以生活、服务类节目为主的政策性電視頻道，于2024年5月1日停播 |      |
| 全心购物频道（三明版） | 普通話 | 576i 4:3                         | 未知     | 三明电视经济信息台 三明电视台经济频道 三明电视台导视频道 | 数字电视频道，与厦门广播电视集团合办，后改播全心购物频道原版信号     |      |

### 广播频率
三明人民广播电台成立于1951年。

#### 现有频率
| 頻道名稱 | 语言   | 频道频率       | 啟播時間 | 频道前身                 | 備註   |
| 综合广播 | 普通話 | FM97.5 FM103.4 | 1951年   | 三明人民广播电台（主频） | 主频率 |

#### 停播频率
| 頻道名稱     | 语言   | 频道频率 | 啟播時間 | 频道前身 | 備註               |
| 都市生活广播 | 普通話 | FM105.6  | 2004年   |          | 于2024年5月1日停播 |